# Katarzyna Ślifirczyk

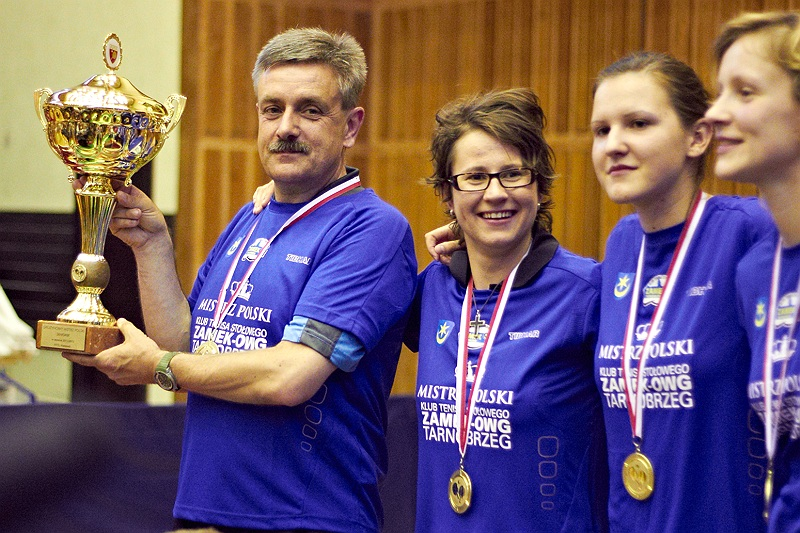
Trener Zbigniew Nęcek z Pucharem Drużynowego Mistrza Polski zdobytym przez KTS Tarnobrzeg. Obok: Renata Štrbíková, Katarzyna Ślifirczyk i kapitan zespołu Kinga Stefańska (27 maja 2012 roku).

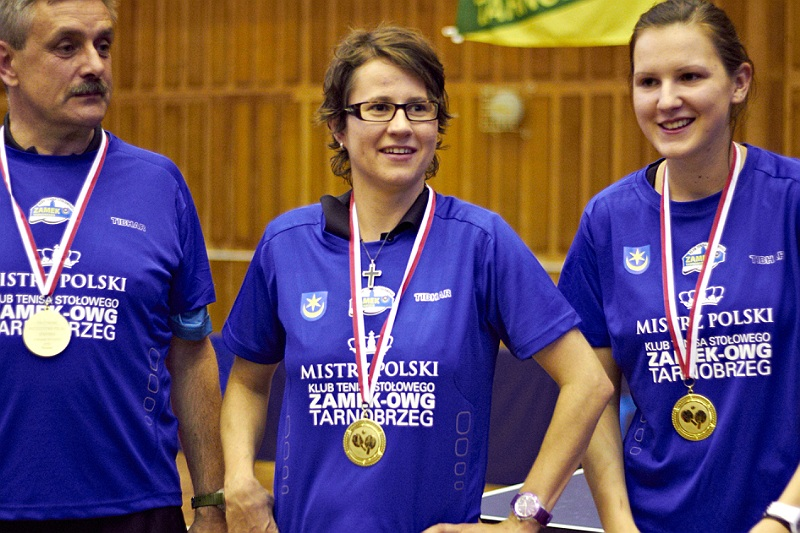
Katarzyna Ślifirczyk (z prawej) z trenerem Zbigniewem Nęckiem i Renatą Štrbíkovą, podczas dekoracji z okazji zdobycia 21 tytułu Drużynowego Mistrzostwa Polski przez KTS Tarnobrzeg (2012).

Katarzyna Ślifirczyk (ur. 16 marca 1993 roku w Bełchatowie) – polska tenisistka stołowa.
Obecnie zajmuje 417. miejsce w światowym, w europejskim 184. miejsce oraz 14. miejsce w narodowym rankingu ITTF.

## Kariera
Kariera sportowa Katarzyny Ślifirczyk rozpoczęła się w kwietniu 2003 roku, w LKS „Stomil” Bełchatów. We wrześniu 2003 roku została zawodniczką trzecioligowego klubu ULKS „Kusy” Łobudzice. We wrześniu 2005 roku przeszła do drugoligowego ŁTSR „Kastor” Łask. Po zdobyciu V-VIII miejsca w drużynowym Pucharze Polski Młodziczek (Rzeszów), została po raz pierwszy powołana do kadry narodowej. W tym czasie zdobyła złoty medal w deblu i brązowy w singlu w Pucharu Polski Młodziczek (Jastrzębie-Zdrój) oraz miejsce V – VIII w Mistrzostwach Polski Kadetów w Opolu oraz została powołana do reprezentacji Polski na IX Olimpijski Festiwal Młodzieży w Belgradzie. W 2007 roku została zawodniczką KS ,,Bronowianka" Kraków. W tym czasie zdobyła brązowy medal w drużynie na Mistrzostwach Europy w Terni, brązowy medal w singlu oraz złoty medal w mikście na Mistrzostwach Polski Kadetów w Brzegu Dolnym. Od 2008 roku broniła barw MKS ,,Jedynka" Łódź, zdobywając brązowy medal w drużynie na Mistrzostwach Europy w Pradze, brązowy medal w singlu, deblu oraz w drużynie na Mistrzostwach Polski Juniorów w Rzeszowie, V miejsce na Mistrzostwach Świata Szkół Gimnazjalnych w Brnie, brązowy medal w mikście i w deblu oraz V miejsce w drużynie na Mistrzostwach Polski Juniorów w Lidzbarku Warmińskim. Od 2010 roku trenowała razem z zawodniczkami KTS Tarnobrzeg, a w sezonie 2011/12 była zawodniczką tego klubu, z którym zdobyła tytuł Drużynowego Mistrza Polski. W tym czasie zdobyła również 14. miejsce drużynowo na Mistrzostwach Świata w Bratysławie oraz 5. miejsce drużynowo na Mistrzostwach Europy w Kazaniu (dający awans na Mistrzostwa Świata w Bahrajnie), a także brązowy medal w singlu oraz w deblu na Mistrzostwach Polski Juniorów w Jastrzębiu-Zdroju. W 2012 roku, Katarzyna Ślifirczyk wywalczyła złoty medal w deblu oraz brązowy w singlu i w mikście na XXIV Młodzieżowych Mistrzostwach Polski w Brzegu Dolnym. W sezonie 2012/13 broni barw AZS AJD Częstochowa.

## Osiągnięcia
- Drużynowe Mistrzostwo Polski (z KTS Tarnobrzeg w sezonie 2011/12)
- Złota medalistka Młodzieżowych Mistrzostw Polski w deblu (z Mają Krzewicką - Brzeg Dolny 2012)[4]
- Brązowa medalistka Młodzieżowych Mistrzostw Polski w singlu i w grze mieszanej (z Łukaszem Nadolskim - Brzeg Dolny 2012)
- Wicemistrzyni Hungarian Junior Open 2011
- Brązowa medalistka Mistrzostw Polski Juniorów w grze mieszanej (z Jakubem Dorocińskim)[5]
- Brązowa medalistka Mistrzostw Polski Juniorów w singlu (Jastrzębie 2011)
- Brązowa medalistka Mistrzostw Polski Juniorów w deblu (z Pauliną Nowacką - Lidzbark Warmiński 2010)
- Brązowa medalistka drużynowych mistrzostw Europy juniorów w Pradze 2009 (z Magdaleną Szczerkowską, Roksaną Załomską, Mają Krzewicką i Klaudią Kusińską - Praga 2009)
- Brązowa medalistka Mistrzostw Polski Seniorów w grze podwójnej (z Roksaną Załomską - Wałbrzych 2016)
- Brązowa medalistka Mistrzostw Polski Seniorów w grze mieszanej (z Bogusławem Koszykiem - Wałbrzych 2016)
- Srebrna medalistka Mistrzostw Polski Seniorów w grze podwójnej (z Roksaną Załomską - Częstochowa 2017)
- Brązowa medalistka Mistrzostw Polski Seniorów w grze podwójnej (z Pauliną Krzysiek - Arłamów 2021)
- Srebrna medalistka Mistrzostw Polski Seniorów w grze podwójnej (z Pauliną Krzysiek - Częstochowa 2022)
- Srebrna medalistka Mistrzostw Polski Seniorów w grze mieszanej (z Szymonem Malickim - Płock 2023)